# Mazzantia deplanata
Mazzantia deplanata är en svampart som beskrevs av De Not. 1867. Mazzantia deplanata ingår i släktet Mazzantia och familjen Diaporthaceae.   Inga underarter finns listade i Catalogue of Life.